# Molenbeek (Membruggen)
El Molenbeek és un petit afluent del Dèmer que neix a Klein Membruggen, un poble del municipi de Riemst de la província de Limburg a Bèlgica.